# 張元 (西夏)
张元（—1044年），字雷复，西夏官拜太師、中書令兼尚書令及國相。

## 早年
原为北宋永兴军路华州华阴县人（今陕西华阴人），本姓张，名不详，年轻时“以侠自任”、“负气倜傥、有纵横才”，才华出众。在北宋屢试不第仍努力趕考，然而在殿試中不幸遭黜，眼見即將到手的功名付之一炬，心灰意冷下憤而叛宋投夏，大约在宋仁宗景祐年间（1034－1037年），也是元昊建国前的广运、大庆年间，与好友吴昊（真名不详，原姓胡）听说李元昊有立国称帝大志，就来到西夏，此时才改名为张元，其胡姓好友改姓名为吴昊。二人在一家酒馆里，终日饮酒，并用笔在墙壁上写下：“张元吴昊来饮此楼”。巡逻者见到后，知道他们不是夏人，将他们拿下送予元昊。元昊问他们为何触犯其名讳（时元昊尚未改名为曩霄）、为何进入夏境时，二人大声说：“姓尚未理会，乃理会名耶？”（元昊本姓拓跋，其先人曾先后受唐朝皇帝赐姓李和宋朝皇帝赐姓赵，可谓一人多姓）元昊听后非常惊奇，释放了他们，并且委以重任。二人投夏后，其家属被宋羁縻随州的时候，元昊派间谍矫宋朝的诏令释放他们，人未有知者，后乃闻西人临境作乐，迎此二家而去。入夏后颇得信任，元昊称帝建国后不久，即任命张元为中书令，之后吴昊也獲重用。

## 任官
西夏天授禮法延祚四年（1041年）好水川之戰中張元輔助元昊大敗韓琦等人率領的宋軍，宋軍陣亡七萬多人，張元在界上寺牆壁上題詩一首譏諷宋人：「夏竦何曾聳，韓琦未足奇。滿川龍虎輦，猶自說兵機。」又在詩後題言譏諷韓琦，署名時寫了一大串官銜：「（西夏）太師、尚書令、兼中書令張元隨大駕至此。」同年官至國相。其素懷功名，以滅宋為志，力勸元昊擴大對宋戰爭，攻取陝西關中之地，進而東向中原，同時聯絡契丹，讓其攻打河北諸路，讓宋朝受到兩面夾擊，勢必陷入困境乃至崩潰。
好水川之戰後，張元建議元昊出兵渭州，待機取長安。元昊採納了他的意見，策劃了定川寨之戰（1042年），元昊那句「朕當親臨渭水，直據長安！」的豪氣干雲的通告，也出自張元的手筆。
夏軍深入到渭州境，但該路軍隊遭到宋朝原州（今甘肅鎮原）知州景泰的頑強阻擊，夏軍全軍覆滅，西夏直搗關中的計劃最終破滅。張元常勸說元昊：攻取漢地，令漢人守之，這樣才能擴大疆域，財用充足。但元昊還是遊牧民族長期養成的習慣，常是擄掠而還，因此，雖然取得勝利，財用卻越來越困難。後元昊在宋慶曆三年（1043年）與宋朝和談時（後成為宋夏「慶曆和議」1044年），張元力爭不可，但是元昊沒有聽從他的意見，及至西夏與契丹發生戰事（賀蘭山之戰，1044年），張元知道其理想無法實現，於是鬱鬱不樂，在夏天授禮法延祚七年（1044年）病逝。吳昊不知所終。

## 史籍相关
清人吴广成的《西夏书事》对其事迹记载较详。《宋史》中只模糊言及，“华阴人张元走夏州，为元昊谋臣” “华州有二生张、吴者，俱困场屋，薄游不得志，闻元昊有意窥中国，遂叛往，以策干之，元昊大悦，日尊宠用事，凡夏国立国规模，入寇方略，多二人教之。”“西夏用兵时，有张、李二生，欲献策于韩、范二公，耻于自媒，乃刻诗碑，使人曳之而过。韩、范疑而不用。久之，乃走西夏，诡名张元、李昊，到处题诗。元昊闻而怪之，招致与语，大悦，奉为谋主，大为边患。”
宋人王栐《燕翼诒谋录》卷5载：「旧制，殿试皆有黜落，临时取旨，或三人取一，或二人取一，或三人取二，故有累经省试取中，屡摈弃于殿试者，故张元以积忿降元昊，大为中国之患.......于是群臣建议，归咎于殿试。」

## 轶事
- 张元屡试不第后，曾和他的一位姓胡的朋友（即吴昊）赶往边关，他们雇了几个人拖着一块大石板在前面走，石板上刻着他人两个人嗟叹怀才不遇的诗句，他们两个人跟在后面，吟诗大哭，希望以此引起边关统帅的重视。那位边关统帅还真接见了他们，引他们入大帐聊了一阵儿，大概是觉得话不投机，又把这两人送了回去。回到家乡后，不知为什么事，张元被当地的县令打过一顿板子。这次侮辱让他下决心投靠西夏。临行前，路过项羽庙，“乃竭囊沽酒，对羽极饮，酹酒泥像，又歌‘秦皇草昧，刘项起吞并’之词，悲歌累日，大恸而遁。”看来，张元不是毫无忠君爱国观念的人，但是一个较极端的个人主义者，他认为自己的才干远高于朝堂之上那些庸碌之辈，有这些人当政，他永无出头之日。他要寻找一切机会证明自己的优秀，为此，不惜叛宋投夏。

- 根据宋王栐《燕翼貽謀錄》卷五记载说，正因为张元当年的“走夏州”，即张元叛宋投夏之事，给宋朝以极大震撼与教训，宋嘉佑二年（1057年），北宋改革了当时科举进士中的殿试实行末尾淘汰的录取制度，而对凡是中了进士之后的人一律授以进士出身。即使那些科举成绩可能不算太好的，也授以“同进士出身”，尽量防止再出现文人叛逃为敌所用之事。
- 清，袁枚《随园诗话》中（珰诗非良）393页；凡诗带桀骜之气，其人必非良士。张元《咏雪》云：“战罢玉龙三百万，败鳞残甲满天飞。”《咏鹰》云：“有心待捉月中兔，更向白云深处飞。”韩，范为经略，嫌其投诗自媒，弃而不用。张乃投元昊，为中国患。

## 影视相关
1995年电视剧《贺兰雪》（又名《西夏王朝》）中，关新伟饰演张元。